# Jardim Botânico (Rio de Janeiro)
Jardim Botânico (na portugalskom znači: Botanički vrt) je četvrt u južnoj zoni Rio de Janeira. Istočno od ove četvrti se nalazi laguna Rodrigo de Freitas, južno Leblon, jugozapadno Gávea i sjeveroistočno Humaitá. Na zapadnoj strani četvrti se nalaze brda, a među njima i Corcovado.
Četvrt naseljava uglavno srednja i visoka srednja klasa stanovništva Rija, prilično je udaljen od svih favela u Riju, pa je zbog toga na cijeni. Glavna ulica u četvrti je ulica Jardim Botânico.
Četvrt ima raznovrsnu arhitekturu. Stare građevine su i dalje u dobrom stanju i ne zamjenjuju se novim, a pojavljuju se i nove građevine s modernom arhitekturom, tako da četvrt ima duh modernog zajedno s tradicionalnim. Na zapadnim padinama se nalaze neke od najljepših obiteljskih rezidencija u Riju.

## Zemljopis
Najuočljiviji u ovoj četvrti su park Lage i botanički vrt, koji daju pečat zelenila u čitavoj četvrti. Četvrt je dobila ime po botaničkm vrtu Rio de Janeira, koji je nasto 1808. godine, kao i većina drugih objekata, kada se plemstvo, zajedno s kraljem Joãom VI. od Portugala, preselilo iz Portugala u Brazil. U produžetku botaničkog vrta, nalazi se park Lage na površini od 52 hektara, u kojem se nalazi stara rezidencija obitelji Lage. Osim zelenila ove dvije velike površine, okolna brda pružaju dodatno zelenilo. Zajedno s vegetacijom, blizina lagune Rodrigo de Freitas čini da temperatura u ovoj četvrti je dosta ugodnija od ostatka grada.

## Društvo i sport
U ovoj četvrti se nalaze mnoga društva i klubovi:
- sjedište Brazilskog kluba džokeja
- sjedište nogometnog kluba Botafogo
- sjedište nogometnog kluba Vasco da Gama
- društvo Hipika Brazila
- sjedište vojnog sportskog društva
- sjedište mornaričkog sportskog društva

## Gospodarstvo
U ovoj četvrti, točnije u glavnoj ulici Jardim Botânico, se nalazi i sjedište najveće brazilske TV kuće Rede Globo de Televisão.

## Vanjske poveznice
- Park Lage
- Botanički vrt  Arhivirana inačica izvorne stranice od 17. prosinca 2015. (Wayback Machine)
- karta na Googleu